# Tulare (Kalifornia)
Tulare város az USA Kalifornia államában, Tulare megyében. Lakosainak száma 68 875 fő (2020. április 1.).

## Népesség
A település népességének változása:
| Lakosok száma | 43 994 | 59 278 | 68 875 |
|               | 2000   | 2010   | 2020   |